# Mordellistena instabilis
Mordellistena instabilis es una especie de coleóptero de la familia Mordellidae.

## Distribución geográfica
Habita en México, Guatemala, Panamá y Sudamérica.